# ريتافاس
ريتافاس (بالإنجليزية: Rietavas) هي مدينة تقع في ليتوانيا في Rietavas municipality. يقدر عدد سكانها بـ 3,824 نسمة .